# Oğlanqala
Oğlanqala è un comune dell'Azerbaigian situato nel distretto di Şərur.